# Einband-Europameisterschaft 1973

Logo CEB (ausrichtender Verband)

Veranstaltungsort: Wien

Die Einband-Europameisterschaft 1973 war das 21. Turnier in dieser Disziplin des Karambolagebillards und fand vom 3. bis zum 6. Mai 1973 in Wien statt. Es war die erste Einband-Europameisterschaft in Österreich.

## Geschichte
Ganz überlegen und hochverdient gewann Ludo Dielis seinen dritten EM-Titel im Einband. In keiner Partie konnte ihn auch nur annäherungsweise ein Gegner gefährden. Zweiter wurde der französische Cadre-Spezialist Francis Connesson vor dem zweiten Belgier  Laurent Boulanger. Der vielfache Medaillengewinner Johann Scherz musste sich bei seiner Heim-EM mit dem vierten Platz zufriedengeben.

## Turniermodus
Es wurde im Round Robin System bis 200 Punkte gespielt. Es wurde mit Nachstoß gespielt. Damit waren Unentschieden möglich.
Bei MP-Gleichstand wird in folgender Reihenfolge gewertet:
1. MP = Matchpunkte
2. GD = Generaldurchschnitt
3. HS = Höchstserie

## Abschlusstabelle

Außenaufnahme (Halle D) der Wiener Stadthalle

| MP    | Match Points (Sieger = 2; Unentschieden = 1; Verlierer = 0) |
| Pkte. | Erzielte Karambolagen                                       |
| Aufn. | Benötigte Versuche                                          |
| GD    | Generaldurchschnitt                                         |
| BED   | Bester Einzeldurchschnitt eines Spielers                    |
| HS    | Höchstserie                                                 |
|       | Bester GD des Turniers                                      |
|       | Bester ED des Turniers                                      |
|       | Beste HS des Turniers                                       |
|       | 1. Platz (Gold)                                             |
|       | 2. Platz (Silber)                                           |
|       | 3. Platz (Bronze)                                           |

| Platz                     | Name                   | MP   | Pkte. | Aufn. | GD    | BED   | HS |
| ------------------------- | ---------------------- | ---- | ----- | ----- | ----- | ----- | -- |
| 1                         | Ludo Dielis            | 14:0 | 1400  | 111   | 12,61 | 16,66 | 96 |
| 2                         | Francis Connesson      | 10:4 | 1282  | 194   | 6,60  | 10,52 | 79 |
| 3                         | Laurent Boulanger      | 8:6  | 1277  | 168   | 7,60  | 10,52 | 55 |
| 4                         | Johann Scherz          | 6:8  | 1148  | 160   | 7,17  | 11,76 | 59 |
| 5                         | Christ van der Smissen | 6:8  | 1058  | 199   | 5,316 | 9,09  | 47 |
| 6                         | José Gálvez            | 6:8  | 1068  | 201   | 5,313 | 7,14  | 47 |
| 7                         | Günter Siebert         | 4:10 | 1107  | 249   | 4,44  | 7,40  | 28 |
| 8                         | Heinrich Weingartner   | 2:12 | 877   | 204   | 4,29  | 5,71  | 41 |
| Turnierdurchschnitt: 6,20 |                        |      |       |       |       |       |    |